# Paula Ivan
Paula Ivan (născută Ionescu, apoi Ilie; n. 20 iulie 1963, Herăști, România) este o fostă atletă română, laureată cu aur și cu argint la Seul 1988. 

## Biografie
A început să practice atletismul la școala generală din Herăști și apoi a venit la o clasă de atletism la Școala Nr. 190 din București. În anul 1980, la vârsta de 17 ani, a participat la o cursă demonstrativă pe stadionul olimpic în cadrul Jocurilor Olimpice de la Moscova.
Paula Ivan a fost campioană națională în probele de 1500 m și 3000 m. Din 1984 până în 1987 a participat de patru ori la campionate mondiale de cros. Cele mai bune rezultate au fost medalia de bronze cu echipa României (Fița Lovin, Elena Fidatov, Mariana Chirilă) la Campionatul Mondial din 1985 și locul 4 la individual la Campionatul Mondial din 1987. Tot în 1987 a câștigat două medalii de aur la Universiada de la Zagreb la 1500 m și la 3000.
La Jocurile Olimpice de vară din 1988 ea a obținut argintul la 3000 m în urma Tatianei Samolenko. Apoi antrenorul a schimbat tactica pentru cursa de 1500 m. La 1500 m Paula Ivan a alergat de la început cu viteza de sprint și a câștigat medalia de aur cu șase secunde  înaintea tuturor rivalelor, stabilind un nou record olimpic.
Anul următor a câștigat medalia de aur la Campionatul European în sală de la Haga la 1500 m și la Universiada de la Duisburg a obținut din nou două medalii de aur.
Paula Ivan a fost legitimată la Olimpia București și antrenată de Ion Puică.
A primit titlul de Maestră a Sportului în 1983 și Maestră Emerită a Sportului în 1994. În 2000 i-a fost conferit Ordinul Național „Serviciul Credincios” în grad de ofițer și în 2004 a primit Ordinul Meritul Sportiv clasa I.

Paula Ivan în 1987
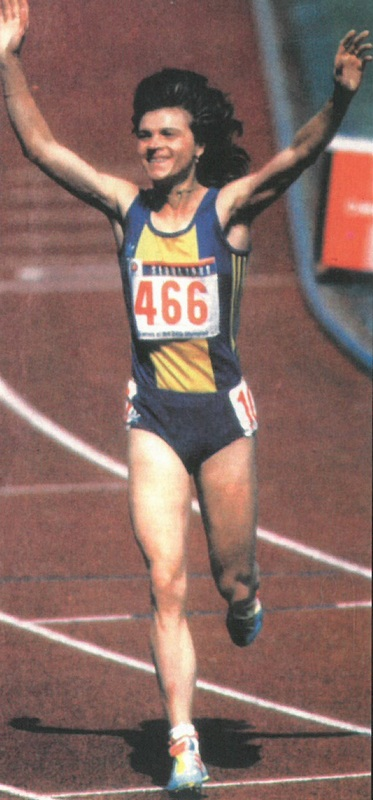
La Jocurile Olimpice din 1988
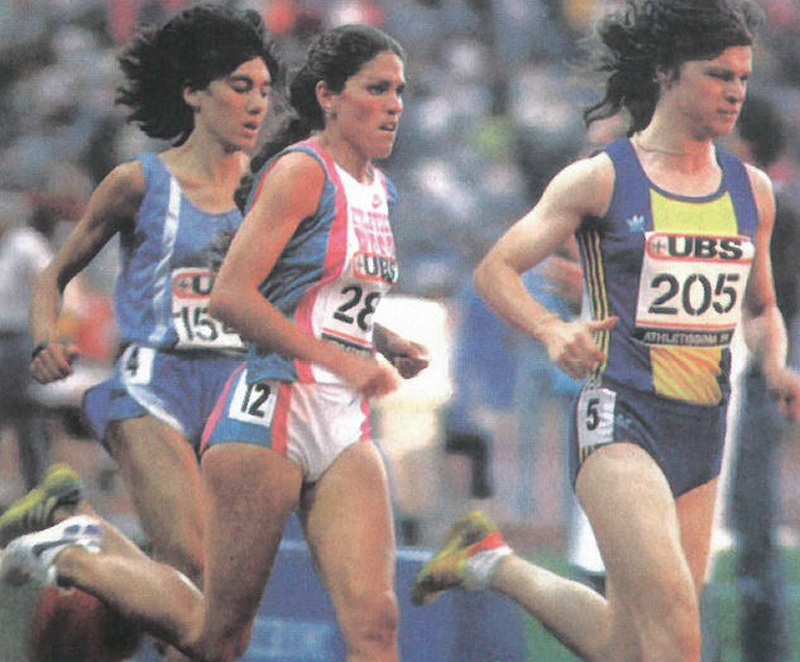
La Athletissima din 1989

## Realizări
| An   | Competiție                               | Locație                        | Loc | Eveniment | Note    |
| ---- | ---------------------------------------- | ------------------------------ | --- | --------- | ------- |
| 1984 | Campionatul Mondial de Cros              | East Rutherford, Statele Unite | 34  | 5 km      | 16:50   |
| 1984 | Campionatul Mondial de Cros              | East Rutherford, Statele Unite | 6   | echipe    | 16:50   |
| 1985 | Campionatul Mondial de Cros              | Lisabona, Portugalia           | 34  | 4,99 km   | 16:06   |
| 1985 | Campionatul Mondial de Cros              | Lisabona, Portugalia           | 3   | echipe    | 16:06   |
| 1986 | Campionatul Mondial de Cros              | Neuchâtel, Elveția             | 28  | 4,65 km   | 15:38,5 |
| 1986 | Campionatul Mondial de Cros              | Neuchâtel, Elveția             | 8   | echipe    | 15:38,5 |
| 1986 | Campionatul European                     | Stuttgart, Germania            | 15  | 1500 m    | 4:10,64 |
| 1987 | Campionatul Mondial de Cros              | Varșovia, Polonia              | 9   | 5,05 km   | 17:12   |
| 1987 | Campionatul Mondial de Cros              | Varșovia, Polonia              | 4   | echipe    | 17:12   |
| 1987 | Universiada                              | Zagreb, Iugoslavia             | 1   | 1500 m    | 4:06,20 |
| 1987 | Universiada                              | Zagreb, Iugoslavia             | 1   | 3000 m    | 8:53,61 |
| 1987 | Campionatul Mondial                      | Roma, Italia                   | 21  | 1500 m    | 4:09,28 |
| 1987 | Campionatul Mondial                      | Roma, Italia                   | 17  | 3000 m    | 8:51,20 |
| 1988 | Jocurile Olimpice                        | Seul, Coreea de Sud            | 1   | 1500 m    | 3:53,96 |
| 1988 | Jocurile Olimpice                        | Seul, Coreea de Sud            | 2   | 3000 m    | 8:27,15 |
| 1989 | Campionatul European de Atletism în sală | Haga, Olanda                   | 1   | 1500 m    | 4:07,16 |
| 1989 | Universiada                              | Duisburg, Germania             | 1   | 1500 m    | 4:13,58 |
| 1989 | Universiada                              | Duisburg, Germania             | 1   | 3000 m    | 8:44,09 |

## Recorduri personale
| Probă          | Performanță | Dată               | Locație   |
| -------------- | ----------- | ------------------ | --------- |
| 800 m          | 1:56,42     | 16 iulie 1988      | Ankara    |
| 1500 m         | 3:53,96 RN  | 1 octombrie 1988   | Seul      |
| milă           | 4:15,61 RN  | 10 iulie 1989      | Nisa      |
| 3000 m         | 8:27,15     | 25 septembrie 1988 | Seul      |
| 5000 m         | 15:31,22    | 7 mai 1989         | Hamamatsu |
| 800 m în sală  | 2:00,51     | 28 februarie 1989  | Sevilla   |
| 1500 m în sală | 4:06,20     | 14 februarie 1987  | Bacău     |
| 3000 m în sală | 8:46,45     | 15 februarie 1987  | Bacău     |

## Legături externe
Materiale media legate de Paula Ivan la Wikimedia Commons
- Paula Ivan la Comitetul Olimpic și Sportiv Român (arhivat)
- en Paula Ivan la World Athletics
- en Paula Ivan la Olympedia.org
- en  Paula Ivan la athleticspodium.com